# Reisinger Zsófia
Reisinger Zsófia (1989. november 5. –) magyar műugró.

## Sportpályafutása
A 2002-es magyar bajnokságon három érmet szerzett. Az ifjúsági Európa-bajnokságon 2006-ban 1 méteren 20., 3 méteren 17., 3 méter párosban (Mátyás Melinda) hatodik, 2007-ben 1 méteren 15., 3 méteren 19., 3 méter párosban (Gondos Flóra) hetedik lett. A 2008-as Európa-bajnokságon 3 méter párosban (Gondos) 10. volt.
2009-ben Gondossal a világbajnokságon 3 méter párosban 12., torony párosban 14., az Európa-bajnokságon 3 méter párosban hatodik helyezést szerzett. A következő évben az Európa-bajnokságon 3 méter párosban (Gondos) és torony párosban (Kormos Villő) is 6. lett. 2011-ben az Eb-n 3 méter párosban (Gondos) és páros toronyugrásban (Kormos) ismét hatodik helyezést ért el. A világbajnokságon ugyanezekben a számokban és párokkal 14. és 13. lett. A 2012-es Európa-bajnokságon toronyugrásban 18., 3 méter párosban (Gondos) hatodik, páros toronyugrásban (Kormos) hatodik helyezett lett.
A 2013-as Európa-bajnokságon toronyugrásban 11., 3 méter párosban (Gondos) hetedik, páros toronyugrásban (Kormos) ötödik lett.
A 2013-as világbajnokságon 3 méteres szinkronugrásban (Gondos) 15., szinkron toronyugrásban (Kormos) 10., toronyugrásban 25. volt.
A 2015-ös Európa-bajnokságon toronyugrásban sérülése miatt nem indult. Szinkron toronyugrásban (Kormos) bronzérmet nyert.
A 2015-ös úszó-világbajnokságon szinkron toronyugrásban (Kormos) 13., toronyugrásban 36. lett.
A 2016-os úszó-Európa-bajnokságon Kormossal ismét harmadikok lettek szinkron toronyugrásban. Toronyugrásban 18. volt.

## Díjai, elismerései
- Az év magyar műugrója (2014,[10] 2015[11])